# Bhandaria
Bhandaria fou un petit estat tributari protegit del districte d'Undsarviya a la regió de Kathiawar, Presidència de Bombai, format per només un poble amb tres tributaris separats. Els ingressos de l'estat eren 480 lliures i el tribut de 30,8 lliures al Gaikowar de Baroda i d'1,1 lliures al nawab de Junagarh.